# Nora (The Last Chronicle of The Devildom)
Pour les articles homonymes, voir Nora (homonymie).
Nora (The Last Chronicle of The Devildom) (NORA-ノラ-) est un shōnen manga de Kazunari Kakei prépublié dans le Monthly Shōnen Jump entre mars 2004 et décembre 2006, puis publié en 9 volumes reliés par Shūeisha au Japon et Panini Comics en France. Il met en scène les aventures du démon Nora (Cerbère le Molosse destructeur) et de l'humain Kazuma Magari.

## Histoire
L'histoire se déroule dans deux lieux différents :
- Les Enfers
- Sur Terre (au Japon plus précisément)

Les deux personnages principaux sont Kazuma Magari et Nora (Cerbère le Molosse destructeur).

### Tome 1
Nora, un jeune démon rebelle et prétentieux, ne supporte plus l'autorité du Seigneur des Enfers qu'il défie et insulte. Pour le punir, le Seigneur des Enfers l'enferme dans un corps d'humain et l'envoie sur Terre pour « faire son éducation ». Il fait de lui l'Ange Démoniaque de Kazuma : Désormais, Nora doit demander à Kazuma pour utiliser ses pouvoirs et il est son esclave. Oui, mais voilà, Kazuma n'est nullement impressionné par la puissance de Nora  et il est bien décidé à le dresser et à l'éduquer (car il le considère comme un « chien »). Nora ne supporte pas que lui, Cerbère le Molosse destructeur, un démon dont la puissance est légendaire, se fasse traiter de la sorte par un « misérable humain ». Kazuma est tout l'inverse de Nora : Le démon est agité, capricieux et impulsif alors que l'humain est discipliné et préfère réfléchir avant de foncer dans le tas. De son côté, le Seigneur des Enfers espère que leur association lui permettra de lutter contre les résistants (membres de la Résistance, une organisation venue sur Terre qui a pour but de le renverser et dont son armée a du mal à combattre.), ainsi que contre les clandestins, des démons arrivés sur Terre en toute illégalité et dont certains attaquent les humains. Nora et Kazuma font du bon travail : En deux jours, ils éliminent deux démons (ce qui arrange l'armée infernale). Pourtant, Nora ne supporte pas l'attitude de l'humain à son égard et tente de lui faire annuler le pacte qui les unit. Mais la Résistance semble particulièrement s'intéresser à Nora et espionne les deux compères. Ainsi, ils rencontrent Nell, un résistant si puissant qu'il ne craint pas les attaques de Feu, et, pendant le combat entre Nora et Nell, Kazuma tombe dans les pommes car son corps ne supporte plus la magie de Nora. Nora ne pouvant plus combattre, Nell le laisse en vie et s'enfuit.

### Tome 2
Nora cherche toujours un moyen de faire annuler le pacte à Kazuma qui s’est remis du combat face à Nell. Un jour, Balik arrive sur Terre et remet à Kazuma un bracelet qui lui permet de contrôler l’énergie magique quand Nora lance un sort, lui évitant ainsi les blessures infligées par la magie. Mais, Nora apprend que s’il s’empare des plaques accrochées au bracelet, il n’aura plus à demander l’autorisation pour utiliser ses pouvoirs. Il met alors tout en œuvre pour les prendre à Kazuma. Kazuma est plutôt amusé par la situation  et en profite pour tendre des pièges à Nora, pour l’éduquer. De plus, Kazuma part à la recherche de Nell pour se renseigner sur les cerbères (famille de chien des enfers dont Nora fait partie). C’est à cet instant que Leviath apparaît (il est « en vacance ») et il propose à Kazuma d’obtenir les renseignements qu’il cherche si lui et Nora le battent au cours d’une partie de pêche. Mais, Nora, excédé par les critiques de Leviath à son égard, tente de le « buter ». Leviath se met en colère et menace de tout faire exploser. Nora et Kazuma tentent de le neutraliser. Pendant le combat, Nora réussi à voir son flux magique et constate que ses pouvoirs sont amplifiés. Finalement, Leviath se calme et le sort de Nora permet à Kazuma d’attraper tous les poissons (et de gagner la partie de pêche par la même occasion). Leviath révèle à Kazuma qu’on dit que les cerbères peuvent détruire le monde des hommes et des enfers. Plus tard, Nora tente de comprendre pourquoi il a vu son flux de magie et pourquoi il est devenu plus fort. Lors d’un combat contre un résistant, Kazuma et Nora apprennent que la Résistance s’en prend aux humains pour le plaisir.

### Tome 3
Kazuma est en colère depuis qu’il a appris que la Résistance s’en prend aux humains pour le plaisir. Nora  s’est aperçu qu’il était plus fort quand il voyait le flux magique. Il constate qu’il n’arrive à le voir que quand Kazuma est en colère. Kazuma cherche des informations sur la Résistance et nos deux compères suivent Nell. C’est comme ça qu’ils font la connaissance de trois résistants : Nixe, Tyson et Kenny. Vexé par les propos de Tyson à son égard, Nora engage un combat contre celui-ci. Mal lui a pris, lui et Kazuma manque de finir écrasés sous terre. Heureusement ils s’en sortent et Nell leur révèle ce que fait la Résistance sur Terre : L'Âme de Satan est divisé en 5 fragments cachés dans des pierres précieuses originaires des Enfers et que l'on trouve sur Terre.(les âmes de Satan). La Résistance veut détruire ses fragments, brisant ainsi l'immortalité du Seigneur des Enfers (comme ça ils pourront le tuer). Kazuma et Nora continuent leur recherche sur les résistants. Ils rencontrent Ketoketo, un démon inférieur marchand d'objets magiques qui traite avec la Résistance. Justement, Ketoketo avait rendez vous avec Kenny. Il devait lui fournir un fragment de l'Âme de Satan. Mais comme il parlait de la Résistance à Nora et Kazuma, Kenny se doit de l'éliminer. Tentant de sauver sa peau, Ketoketo conclut un marché avec Nora : il lui donne le morceau de l'Âme de Satan s'il lui sauve la vie. S'engage alors un combat dévastateur entre Kenny et Nora. Le repère de Ketoketo est détruit. Finalement, Kenny s'enfuit, dégoutée par les propos misogynes de Kazuma. Ketoketo doit tenir parole. Mais il a un problème : la pierre précieuse contenant l'Âme de Satan qu'il a trouvé est cachée dans sa valise avec d'autres pierres précieuses identiques (qui ne contiennent pas l'esprit du Seigneur des Enfers). Impossible de savoir laquelle est la bonne. Cela n'enlève pas la détermination de Nora qui révèle son plan à Kazuma : Il va récupérer les 5 fragments de l'Âme de Satan et il va faire chanter le Seigneur des Enfers (il détruit les morceaux de son âme s'il n'annule pas le pacte qui le lie à Kazuma).
Balik est envoyé sur Terre par Satan pour raisonner Nora. C'est alors que King Jelly, un résistant, apparait. Il a pour but de récupérer l'Âme de Satan. Devant l'air inoffensif de King Jelly, Balik se laisse piéger : King Jelly fusionne avec son flux magique et prend le contrôle de son corps. Il faut l'intervention de Nora pour libérer le commandant en second de l'armée infernale des eaux du roi des Jellys. À la fin du combat, Nora découvre une pierre précieuse qui a un flux magique spécial. Premier constat : le flux a la forme du symbole de la magie du feu, cette pierre contient sans aucun doute l'Âme de Satan. Deuxième constat : Nora est le seul à voir ce flux spécial, il est le seul à pouvoir identifier les fragments de l'Âme de Satan. Le seul ? Non ! La Résistance, elle aussi peut le faire par l'intermédiaire d'une mystérieuse jeune fille. Leviath et Renardo décident d'aller sur Terre pour enquêter sur la Résistance. Nora part à la recherche des autres fragments pendant que Kazuma (accompagné de Ketoketo) part chez l'Informateur (un démon clandestin qui pourrait le renseigner sur la Résistance). Mais Nora qui n'est pas très malin se fait voler son fragment par Pôuson (un autre résistant) et il faudra qu'il utilise toute sa tête lors du combat pour le récupérer. De son côté, Kazuma arrive enfin chez l'Informateur, mais, à sa grande surprise, c'est Hirasaka qui lui ouvre la porte...

### Tome 4
Ce tome est un tournant pour la série (propos de l'auteur).
Le Seigneur des Enfers est sur les nerfs depuis que Nora l'a menacé. En interrogeant Hirasaka, Kazuma apprend que l'Informateur lui donne un rendez vous. Il rentre chez lui pour aller chercher Nora et trouve celui-ci en train de se faire charrier par Bajy, le général de l'armée infernale de l'air. Bajy est venu sur Terre de son propre chef pour résonner Nora. Tous les trois décident d'aller au rendez vous. À peine arrivés, ils se font attaquer par des Résistants. Bajy n'en fait qu'une bouchée. Ensuite, Nora se bat contre Kenny bien décidée à se venger de Kazuma (à la suite de ses propos machos à son égard). Nora était mal parti, mais énervé par les brimades de Bajy, il manque d'exploser le crâne de Kenny d'un coup de poing. Pendant ce temps, Nell, Leviath et Renardo ont une discussion plutôt musclée. C'est au moment où Leviath et Nell allaient commencer un combat que le Chef de la Résistance va à la rencontre de Nora et Kazuma. Il libère Nora de sa force : celui-ci perd son apparence humaine et reprend sa forme de cerbère, sans que Kazuma ne puisse intervenir. Cela risque de mal tourner : Nora manque de se noyer dans son courant magique et d'anéantir tous ses amis (Leviath, Bajy, Kazuma, Renardo). Il lui faudra un incroyable effort de volonté pour parvenir à s'en sortir. Mais la situation devenant dangereuse, les généraux décident de ramenner Nora en Enfer. Celui-ci refuse : il est décidé à devenir plus fort pour ne pas "se faire bouffer par sa magie." Leviath décide de l'aider à s'entraîner. Le général de l'Armée Infernale de l'Eau décide de lui apprendre à faire apparaître une arme. Pendant ce temps, Kazuma va voir l'Informateur. On apprend qu'il est dégouté de ne pas avoir pu empêcher Nora de reprendre sa forme de cerbère lors du combat contre le Chef de la Résistance. Il n'a pas supporté de ne pas pouvoir intervenir.

## Personnages

### Les humains
- Kazuma Magari

Taille : 164 cm
Poids : 51 kg
Plats préférés : Coca, pain au melon
Plat détesté : la viande
Doué en kendo, aïkido, karaté [ Indications selon le premier tome ] 
Maitre de Nora. Président de l'association des élèves du collège Tenryo. Il est imbattable en baston. Il est prêt à tout pour arriver à ses fins, n'aime pas qu'on le fasse douter de ses principes et ne vit que pour son propre intérêt.
- Hirasaka Koyuki

Vice-présidente de l'association des élèves du collège Teyro, elle est serveuse dans le bar de l'Informateur.

### L'Armée infernale
- Nora (Cerbère le Molosse destructeur)

Taille : 175 cm
Poids : 62 kg (sous sa forme humaine)
Plats préférés : la viande, le fromage 
Plats détesté : les légumes
Doué pour cogner, latter et dormir [ Indications selon le premier tome ]
Il est le descendant d'une race de chiens infernaux qui dominaient autrefois les Enfers, cette race semble éteinte mais il semblerait que le Chef de la résistance en sache plus ce sujet.
- Satan, le Seigneur des Enfers

Chef des Enfers. ELLE ne pense qu'aux soins d'esthétique et à sa beauté. Elle a une puissance incroyable même si ça ne se voit pas dans son comportement.
- Caïn, Général en chef adjoint de l'armée infernale et bras droit de satan.

C'est quelqu'un de calme et silencieux. Il semble connaitre satan depuis le début. Il assuma pleinement le commandement des armées.
- Léviath, Général de l'armée infernale des eaux

Opposé de Nell, il en est le rival. Il est calme, discipliné et adore la pêche.
On le voit souvent avec un éventail qui en combat devient le pommeaux d'une épée.
- Balik, Commandant en second de l'armée infernal des eaux

Malchanceux et s'entend comme chien et chat avec Nora. Il est aussi un peu borné.
- Renardo, Général de l'armée infernale de la terre

Vertueux et puissant, il est souvent chargé des affaires problématiques. Il souffre de maux de tête et d'estomac.
- Bajy, Général de l'armée infernale des airs

C'est le monsieur muscle de l'armée infernale. Il  n'arrête de brimer Nora qu'il considère comme un gamin.
- Melphia, Général de l'armée infernale du feu

On pourrait croire que sa technique de combat est principalement physique mais elle est aussi très réfléchie. C'est elle qui a appris à Kazuma comment utiliser le flux magique. 

### La Résistance
- Fôl

Chef de la résistance, c'est un démon de la génération précédente. Avec sa main gauche il a le pouvoir d'absorber la magie. Il rêve de détruire le monde.
- Dyûs

C'est une proche de Fôl. Tout comme lui, elle considère que les plus faibles doivent être éliminés.
- Kenny

Ne ressemble pas à une combattante mais possède de nombreuses techniques d'attaque. Elle a une passion dévorante pour son patron et elle pleure même dans le tome 3 lorsque Nora détruit La robe qu'elle voulait montrer à son patron.
- Nell

Démon de la résistance qui s'est infiltré dans l'armée de satan.
il est parvenu jusqu'au rang de second de l'armée infernale du feu et a même réussit 
à contacter Cerbère avant de se faire dénoncer. Il désire plus que tout s'emparer de cerbère 
pour en faire son ange démoniaque
- Nixe

C'est l'un des membres de la direction de la résistance. En tant que tel, il devrait être puissant mais il préfère éviter de se battre.
- Tyron

Capable de créer de redoutables tremblements de terre et peut contrer les attaques de ses adversaires d'un simple coup de sabre.

### Les autres démons
- Jelly

Démon inférieur commun en Enfer. Il sert beaucoup d'animal de compagnie.
- Ketoketo

Démon inférieur marchand d'objet. Son sac à la capacité de rétrécir les objets magiques.
- L'Informateur

Il tient un bar sur Terre.  Il connait Satan et le Chef de la Résistance (il profite de leur guerre pour faire des affaires), mais n'est dans aucun camp. Il va faire des affaires avec Nora (pour lui permettre d'avoir les fragments de l'Âme de Satan) et Kazuma (pour ses plans secrets).